# Tên miền tiếng Việt
Tên miền Tiếng Việt là dịch vụ được quản lý bởi Trung tâm Internet Việt Nam (VNNIC) và triển khai cấp phát tự do, miễn phí theo các quy định về lệ phí tên miền theo Thông tư số 189/TT-BTC ngày 24/11/2010 của Bộ Tài chính.

## Giai đoạn triển khai
Dịch vụ cung cấp tên miền tiếng Việt được chia làm hai giai đoạn chính như sau:
- Giai đoạn ưu tiên diễn ra từ ngày 10/01/2011 đến ngày 27/4/2011. Kết thúc giai đoạn có 2536 tên miền được đăng ký và có 66 tên miền phù hợp với điều kiện xét duyệt. Tên miền tiếng Việt được cấp phát một cách tự do, miễn phí đối với các cơ quan tổ chức nhà nước các cấp, các tổ chức chính trị xã hội, các tên thương hiệu hàng hóa, thương mại; tên bản quyền, phát minh, sáng chế được bảo hộ bởi nhà nước Việt Nam.
- Giai đoạn tự do triển khai từ ngày 28/4/2011. Vào lúc 10h30 sáng ngày 28/04/2011, việc cấp phát tên miền tiếng Việt được VNNIC chính thức triển khai một cách tự do và miễn phí với mọi đối tượng có nhu cầu đăng ký và sử dụng. Việc đăng ký tên miền Tiếng Việt giúp các đối tượng tham gia có các quyền lợi như: đăng ký miễn phí, được phát luật bảo vệ và được liên kết với bất kỳ website trên Internet; đồng thời tên miền được duyệt trên tất cả trình duyệt theo chuẩn quốc tế. Trong vòng 1 tiếng đồng hồ, lúc 11h cùng ngày, theo một số ghi nhận của ICTNews, địa chỉ đăng ký được liên kết đến địa chỉ web: dangky.tenmientiengviet.vn và trang web bị nghẽn mạng liên tục. Tại VNNIC luôn tuân thủ một nguyên tắc như sau: "Đăng ký trước được xét cấp quyền sử dụng trước". Người dùng có thể truy cập trực tiếp các trang web cho phép đăng ký tên miền tiếng Việt VNNIC để đăng ký một tên miền cho riêng mình. Sau 1 ngày đăng ký đầu tiên, VNNIC đã cấp hơn 14.000 tên miền tiếng Việt.

## Giải pháp kỹ thuật đối với tên miền Tiếng Việt
Tên miền tiếng Việt thuộc hệ thống tên miền quốc gia Việt Nam ".vn". Tên miền tiếng Việt có các ký tự được quy định theo chuẩn TCVN 6909:2001.
VNNIC dùng giải pháp can thiệp vào các ứng dụng (IDNA Internationalizing Domain Names in Applications) để xử lý tên miền tiếng Việt. Các tiêu chuẩn RFC về xử lý miền đa ngữ dùng cho tên miền tiếng Việt như sau:
- RFC3454: Preperation of Internationalized Strings ("stringprep").
- RFC3490: Internationalizing Domain Names in Applications (IDNA).
- RFC3491: Nameprep: A Stringprep Profile for Internationalized Domain Names (IDN).
- RFC3492: Punycode: A Bootstring encoding of Unicode for Internationalized Domain Names in Applications.

## Bảng mã các ký tự dùng cho tên miền tiếng Việt
VNNIC cũng đưa ra bảng mã để xử lý tên miền tiếng Việt như sau:
| Mã Hex | Ký tự | Giải thích                  |
| ------ | ----- | --------------------------- |
| 0030   | 0     | Số không                    |
| 0031   | 1     | Số một                      |
| 00CC   | Ì     | Chữ I (i) hoa với dấu huyền |
| 00C1   | Á     | Chữ A hoa với dấu sắc       |
| 0110   | Đ     | Chữ Đ hoa                   |
| 01A1   | ơ     | Chữ ơ thường                |

## Các trình duyệt hỗ trợ tên miền tiếng Việt
Một số trình duyệt cho phép dùng tên miền tiếng Việt như sau:
- Hệ điều hành Linux: Mozilla Firefox, Google Chrome, Opera
- Hệ điều hành Mac: Mozilla Firefox, Google Chrome, Safari, Opera
- Hệ điều hành Windows: Mozilla Firefox, Google Chrome, Safari, Opera

## Một số dư luận
Theo ông Trần Minh Tân, Phó giám đốc VNNIC trả lời phóng viên ICTNews vào buổi sáng ngày 28/04/2011 cho biết: "Sự cố nghẽn mạng đã cho thấy sự quan tâm của cộng đồng với tên miền tiếng Việt rất lớn và vượt ngoài dự đoán của VNNIC". Kèm theo tên miền tiếng Việt trở thành mảnh đất màu mỡ cho nạn đầu cơ tên miền.
Việc mở cửa tự do cho việc đăng ký tên miền tiếng Việt đã mang hậu quả tiêu cực đó là xuất hiện danh sách gần 900 tên miền được cho là "danh sách đen" do VNNIC xác định vào ngày 29/05/2011. Trong số tên miền bị cấm này, có rất nhiều tên miền có nội dung giải trí không lành mạnh, không có ý nghĩa cụ thể và mang tính chính trị.
Theo một số chuyên gia, tên miền tiếng Việt mặc dù đang gây sốt xuất phát từ tính hiếu kỳ của cộng đồng nhưng thực tế thì rất khó dùng trong việc kinh doanh. Theo ông Nguyễn Minh Đức, Giám đốc Bkis Security chia sẻ, tên miền tiếng Việt rất khó dùng làm tên để doanh nghiệp quảng bá quốc tế. Vì vậy, với xu hướng quốc tế hóa toàn cầu bằng thương mại điện tử, không ít doanh nghiệp đã thờ ơ với dịch vụ này.